# سیارک ۲۴۷۳

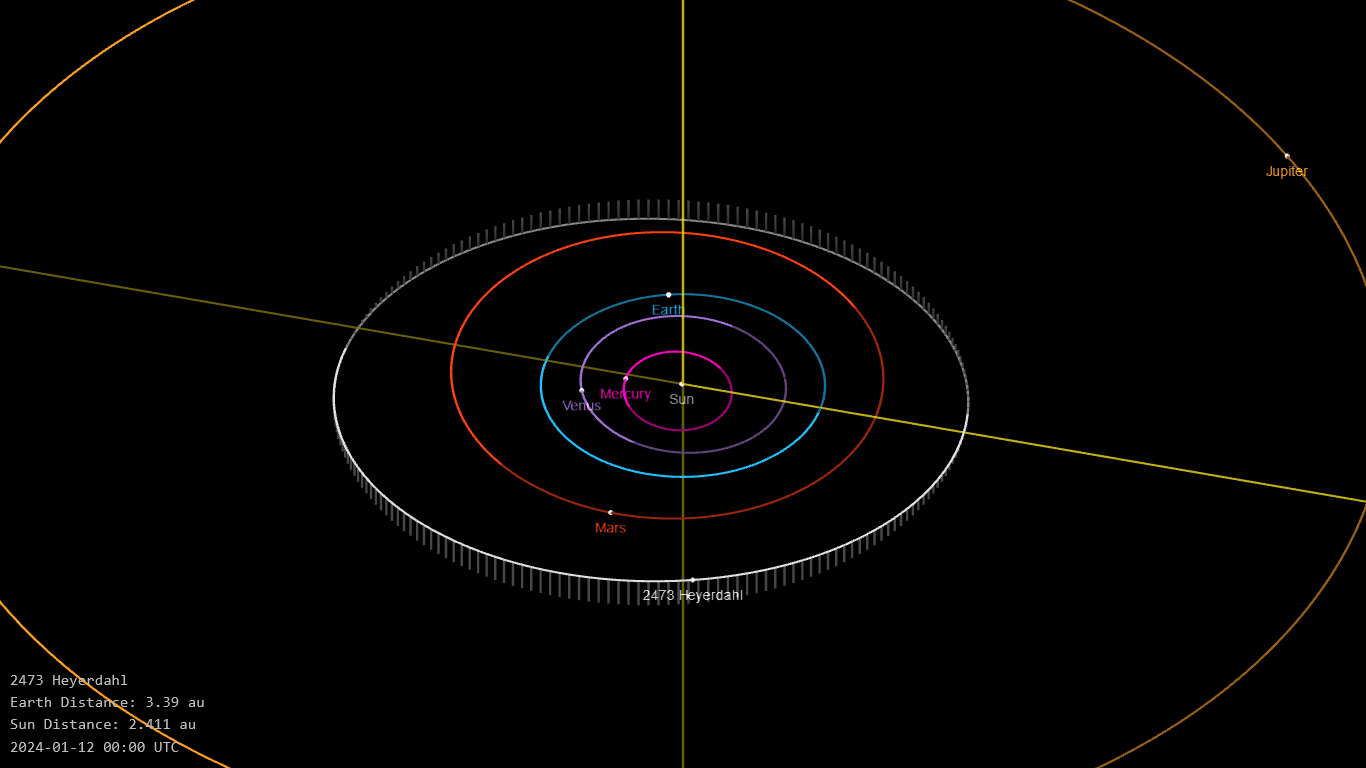
نمایی از محل قرارگیری سیارک ۲۴۷۳ در مدار – ۲۰۱۴

سیارک ۲۴۷۳ (به انگلیسی: 2473 Heyerdahl، نامگذاری:1977RX7) دو هزار و چهارصد و هفتاد و سومین سیارک کشف شده‌است که در ۱۲ سپتامبر ۱۹۷۷ کشف شد.
قدر مطلق سیارک برابر ۱۳٫۲۰ است.